# Neobeyeria arizonensis
Neobeyeria arizonensis är en skalbaggsart som beskrevs av Jacobson, Kistner och Abdel-galil 1987. Neobeyeria arizonensis ingår i släktet Neobeyeria och familjen kortvingar. Inga underarter finns listade i Catalogue of Life.